# Diskografija Kylie Minogue
Diskografija Kylie Minogue, australske pop pjevačice i spisateljice tekstova, sastoji se od 11 studijskih albuma i preko 50 singlova raznih diskografskih kuća. Minogue je započela sa snimanjem s pop produkcijskim triom Stock, Aitken & Waterman 1987. godine. Ta produkcijska kuća objavila je lanac svjetskih Minogueinih hitova uključujući: "I Should Be So Lucky", njenu inačicu od "The Loco-Motion", "Hand On Your Heart" i "Better the Devil You Know". Poslije četiri studijska albuma i jednog albuma najboljih hitova, Minogue je pjevala s diskografskom kućom Deconstruction 1993. godine. Namjeravala se udaljiti od svoje ranije karijere i uživati u umjetničkoj kontroli eksperimentirajući s različitim žanrovima i objavljujući zrelije i više osobne pjesme. Iako je prodaja Minogueinih singlova i albuma u tom periodu bila značajno manja, singlovi poput "Confide in Me" i njen duet s grupom Nick Cave and the Bad Seeds "Where the Wild Roses Grow" bili su jako uspješni.
Godine 1999. potpisala je za Parlophone i te godine objavila svoj povratnički singl "Spinning Around". Ubrzo je objavila svoj najuspješniji singl "Can't Get You Out of My Head", koji je dospio na vrhove ljestvica singlova u preko 40 država. 2003. godine, dobila je svoj prvi Grammy za "najbolju dance pjesmu". Njen deseti studijski album, "X",  objavljen je 2007. godine. Za promociju albuma, Kylie je održala tuneju KylieX2008, najopsežniju svjetsku turneju u svojoj karijeri.
Godine 2010., Minogue je objavila 11. studijski album Aphrodite, a najavila ga je singlom "All the Lovers".
Minogue je prodala preko 68 milijuna primjeraka albuma širom svijeta.

## Studijski albumi
| Godina | Album | Najviša pozicija | Najviša pozicija | Najviša pozicija | Najviša pozicija | Najviša pozicija | Najviša pozicija | Najviša pozicija | Najviša pozicija | Najviša pozicija | Najviša pozicija | Najviša pozicija | Certifikacija                                             |
| Godina | Album | AUS              | UK               | AT               | FRA              | GER              | IRS              | NLD              | NZ               | ŠVE              | ŠVI              | SAD              | Certifikacija                                             |
| ------ | --- | ---------------- | ---------------- | ---------------- | ---------------- | ---------------- | ---------------- | ---------------- | ---------------- | ---------------- | ---------------- | ---------------- | --------------------------------------------------------- |
| 1988.  | Kylie - Objavljen: 4. lipnja 1988. - Diskografska kuća: PWL - Format: CD, CS, LP                                | 2                | 1                | 15               | 10               | 8                | —                | —                | 1                | 22               | 7                | 53               | - AUS: 6× platinasta - UK: 7× platinasta - SAD: zlatna    |
| 1989.  | Enjoy Yourself - Objavljen: 9. listopada 1989. - Diskografska kuća: PWL - Format: CD, CS, LP                    | 9                | 1                | —                | —                | 33               | 1                | —                | 7                | 33               | 13               | —                | - AUS: platinasta - UK: 4× platinasta                     |
| 1990.  | Rhythm of Love - Objavljen: 12. studenog 1990. - Diskografska kuća: PWL - Format: CD, CS, LP                    | 10               | 9                | —                | —                | —                | —                | —                | 36               | 44               | —                | —                | - AUS: platinasta - UK: platinasta                        |
| 1991.  | Let's Get to It - Objavljen: 14. listopada 1991. - Diskografska kuća: PWL - Format: CD, CS, LP                  | 13               | 15               | —                | —                | —                | —                | —                | —                | —                | —                | —                | - AUS: zlatna - UK: zlatna                                |
| 1994.  | Kylie Minogue - Objavljen: 19. rujna 1994. - Diskografska kuća: Deconstruction - Format: CD, CS, LP             | 3                | 4                | —                | —                | 78               | —                | —                | 37               | 39               | 33               | —                | - AUS: zlatna - UK: platinasta                            |
| 1997.  | Impossible Princess - Objavljen: 27. listopada 1997. - Diskografska kuća: Deconstruction - Format: CD, CS       | 4                | 10               | —                | —                | —                | —                | —                | —                | —                | —                | —                | - AUS: platinasta - UK: srebrna                           |
| 2000.  | Light Years - Objavljen: 25. rujna 2000. - Diskografska kuća: Parlophone - Format: CD, CS                       | 1                | 2                | —                | 50               | 35               | 13               | 71               | 8                | 25               | 28               | —                | - AUS: 4× platinasta - UK: platinasta                     |
| 2001.  | Fever - Objavljen: 1. listopada 2001. - Diskografska kuća: Parlophone - Format: CD, CS                          | 1                | 1                | 1                | 21               | 1                | 1                | 7                | 3                | 10               | 3                | 3                | - AUS: 7× platinasta - UK: 6× platinasta - US: platinasta |
| 2003.  | Body Language - Objavljen: 17. studenog 2003. - Diskografska kuća: Parlophone - Format: CD, CS                  | 2                | 6                | 23               | 31               | 11               | 19               | 19               | 23               | 20               | 8                | 42               | - AUS: 2× platinasta - UK: platinasta                     |
| 2007.  | X - Objavljen: 21. studenog 2007. - Diskografska kuća: Parlophone - Format: CD, CD/DVD, USB, digitalni download | 1                | 4                | 16               | 19               | 15               | 14               | 29               | 38               | 28               | 9                | 139              | - AUS: platinasta - UK: platinasta                        |
| 2010.  | Aphrodite - Objavljen: 5. srpnja 2010. - Diskografska kuća: Parlophone                                          | 2                | 1                | 3                | 3                | 3                | 5                | 4                | 11               | 9                | 2                | 19               | - AUS: zlatna - UK: zlatna                                |

## Remix albumi
| Godina | Album i detalji                                                                               | Najviša pozicija | Najviša pozicija |
| Godina | Album i detalji                                                                               | AUS              | UK               |
| ------ | --------------------------------------------------------------------------------------------- | ---------------- | ---------------- |
| 1988.  | The Kylie Collection - Objavljeno: 1988. - Izdavač: Mushroom - Format: CS, LP                 | —                | —                |
| 1989.  | Kylie's Remixes Volume 1 - Objavljeno: ožujak, 1989. - Izdavač: Mushroom - Format: CD, CS, LP | —                | —                |
| 1992.  | Kylie's Remixes Volume 2 - Objavljeno: lipanj, 1992. - Izdavač: Mushroom - Format: CD, CS     | —                | —                |
| 1993.  | Kylie's Non-Stop History 50+1 - Objavljeno: 1. srpnja 1993. - Izdavač: PWL - Format: CD, CS   | —                | 68               |
| 1997.  | Greatest Remix Hits 1 - Objavljeno: rujan, 1997. - Izdavač: Mushroom - Format: CD, CS         | —                | —                |
| 1997.  | Greatest Remix Hits 2 - Objavljeno: rujan, 1997. - Izdavač: Mushroom - Format: CD, CS         | —                | —                |
| 1998.  | Mixes - Objavljeno: 3. kolovoza 1998. - Izdavač: Deconstruction - Format: CD, LP              | —                | 63               |
| 1998.  | Impossible Remixes - Objavljeno: 10. kolovoza 1998. - Izdavač: Mushroom - Format: CD          | 37               | —                |
| 1998.  | Greatest Remix Hits 3 - Objavljeno: 15. rujna 1998. - Izdavač: Mushroom - Format: CD, CS      | 67               | —                |
| 1998.  | Greatest Remix Hits 4 - Objavljeno: 15. rujna 1998. - Izdavač: Mushroom - Format: CD, CS      | 66               | —                |
| 2008.  | Boombox - Objavljeno: 17. prosinca 2008. - Izdavač: Parlophone - Format: CD, DLD              | 72               | 28               |

### Kompilacijski albumi
| Godina | Album                                                                                                  | Najviša pozicija | Najviša pozicija | Najviša pozicija | Najviša pozicija | Najviša pozicija | Najviša pozicija | Najviša pozicija | Najviša pozicija | Najviša pozicija | Certifikacije                                                                                              |
| Godina | Album                                                                                                  | AUS              | UK               | AT               | GER              | IRE              | NLD              | NZ               | SWE              | SWI              | Certifikacije                                                                                              |
| ------ | --- | ---------------- | ---------------- | ---------------- | ---------------- | ---------------- | ---------------- | ---------------- | ---------------- | ---------------- | --- |
| 1992.  | Greatest Hits - Objavljeno: 24. kolovoza 1992. - Izdavač: PWL - Format: CD, CS, LP                     | 3                | 1                | —                | 81               | ?                | —                | 49               | —                | —                | - AUS: 2 puta; platinasta - UK: platinasta                                                                 |
| 2000.  | Hits+ - Objavljeno: October 16, 2000 - Izdavač: BMG - Format: CD, CS                                   | —                | 41               | —                | —                | —                | —                | —                | —                | —                | |
| 2002.  | Confide in Me - Objavljeno: 25. svibnja 2002 - Izdavač: BMG - Format: CD                               | —                | —                | —                | —                | —                | —                | —                | —                | —                | |
| 2002.  | Greatest Hits 1987-1992 - Objavljeno: 18. studenog 2002. - Izdavač: PWL - Format: CD, CS               | —                | 20               | —                | —                | 37               | —                | —                | —                | —                | - UK: platinasta                                                                                           |
| 2003.  | Greatest Hits 1987-1999 - Objavljeno: 24. studenog 2003 - Izdavač: Festival Mushroom - Format: CD      | 54               | —                | —                | —                | —                | —                | —                | —                | —                | |
| 2003.  | Greatest Hits 1987-1997 - Objavljeno: 24. studenog 2003. - Izdavač: BMG - Format: CD, CS               | —                | —                | —                | —                | —                | —                | —                | —                | —                | |
| 2004   | Kylie Minogue: Artist Collection - Objavljeno: 20. rujna 2004 - Izdavač: BMG - Format: CD, CS          | —                | —                | —                | —                | —                | —                | —                | —                | —                | |
| 2004   | Ultimate Kylie - Objavljeno: 22. rujna 2004 - Izdavač: Parlophone - Format: CD, CS                     | 5                | 4                | 15               | 10               | 8                | 37               | 33               | 23               | 19               | - AUS: 4 puta; platinasta - AT: zlatna - EU: platinasta - IRE: 3 puta; platinasta - UK: 2 puta; platinasta |
| 2007   | Confide in Me: The Irresistible Kylie - Objavljeno: 16. srpnja 2007 - Izdavač: Music Club - Format: CD | —                | —                | —                | —                | —                | —                | —                | —                | —                | |

### EP-ovi
| Godina | Album                                                            | Najviša pozicija | Najviša pozicija | Najviša pozicija | Najviša pozicija | Najviša pozicija | Najviša pozicija | Certifikacija |
| Godina | Album                                                            | AUS              | UK               | AT               | FRA              | NJEM             | ŠVI              | Certifikacija |
| ------ | ---------------------------------------------------------------- | ---------------- | ---------------- | ---------------- | ---------------- | ---------------- | ---------------- | ------------- |
| 1998.  | Other Sides - Objavljeno: 1998. - Izdavač: Mushroom - Format: CD | —                | —                | —                | —                | —                | —                |               |

## Promotivni EPovi
| Godina | EP                 |
| ------ | ------------------ |
| 1998.  | Other Sides[D]     |
| 2004.  | Money Can't Buy[E] |
| 2007.  | Darling[F]         |
| 2010.  | Pink Sparkle[G]    |

Napomena
- D ^ Dobivao se besplatno u Australiji s odabranim primjercima albuma Impossible Princess.
- E ^ Dobivao se besplatno u SAD-u s odabranim primjercima albuma Body Language.

- F ^ Dobivao se besplatno u Ujedinjenom Kraljevstvu s parfemom Darling.

- G ^ Dobivao se besplatno u Ujedinjenom Kraljevstvu s parfemom Pink Sparkle.

## Uživo albumi
| Godina | Album                                                                                                | Najviša pozicija | Najviša pozicija | Najviša pozicija | Najviša pozicija | Najviša pozicija | Najviša pozicija | Certifikacija |
| Godina | Album                                                                                                | AUS              | AT               | FRA              | GER              | ŠVI              | UK Albums Chart  | Certifikacija |
| ------ | --- | ---------------- | ---------------- | ---------------- | ---------------- | ---------------- | ---------------- | ------------- |
| 1998.  | Intimate and Live - Objavljeno: 30. studenog 1998. - Izdavač: Mushroom - Format: CD, CS              | 28               | —                | —                | —                | —                | —                |               |
| 2004.  | Money Can't Buy EP - Objavljeno: 10. veljače 2004. - Izdavač: Parlophone - Format: CD                | —                | —                | —                | —                | —                | —                |               |
| 2005.  | Showgirl [A] - Objavljeno: 12. prosinca 2005. - Izdavač: Parlophone - Format: DLD                    | —                | —                | —                | —                | —                | —                |               |
| 2007.  | Showgirl Homecoming Live - Objavljeno: 8. siječnja 2007. - Izdavač: Parlophone - Format: CD, CS, DLD | 28               | 55               | 113              | 59               | 54               | 7                | - UK: srebrna |
| 2009.  | Kylie Live In New York - Objavljeno: 15. prosinca 2009. - Izdavač: Parlophone - Format: DLD          | —                | —                | —                | —                | —                | —                |               |

Bilješke
- A ^ Ovo je bilo samo digitalno izdanje.

## Singlovi
| Godina                 | Pjesma                                                      | Najviša pozicija | Najviša pozicija | Najviša pozicija | Najviša pozicija | Najviša pozicija | Najviša pozicija | Najviša pozicija | Najviša pozicija | Najviša pozicija | Najviša pozicija | Najviša pozicija | Najviša pozicija | Najviša pozicija | Najviša pozicija | Najviša pozicija | Album               |
| Godina                 | Pjesma                                                      | AUS              | AT               | KAN              | FRA              | GER              | IRS              | JPN              | NIZ              | NZ               | NOR              | SVE              | SVI              | UK               | SAD              | SAD Dance        | Album               |
| ---------------------- | ----------------------------------------------------------- | ---------------- | ---------------- | ---------------- | ---------------- | ---------------- | ---------------- | ---------------- | ---------------- | ---------------- | ---------------- | ---------------- | ---------------- | ---------------- | ---------------- | ---------------- | ------------------- |
| 1987.                  | "Locomotion"                                                | 1                | —                | —                | —                | —                | —                | —                | —                | —                | —                | —                | —                | —                | —                | —                | Kylie               |
| 1987.                  | "I Should Be So Lucky"                                      | 1                | 4                | 25               | 4                | 1                | 1                | 1                | 14               | 3                | 5                | 13               | 1                | 1                | 28               | 10               | Kylie               |
| 1988.                  | "Got to Be Certain"                                         | 1                | 8                | —                | 9                | 6                | 4                | —                | —                | 2                | 6                | 19               | 8                | 2                | —                | —                | Kylie               |
| 1988.                  | "The Loco-Motion"                                           | —                | 3                | 1                | 5                | 3                | 1                | 1                | 6                | 8                | 8                | —                | 2                | 2                | 3                | 12               | Kylie               |
| 1988.                  | "Je Ne Sais Pas Pourquoi"                                   | 11               | —                | —                | 15               | 14               | 2                | —                | —                | 9                | 10               | —                | 24               | 2                | —                | —                | Kylie               |
| 1988.                  | "It's No Secret"                                            | —                | —                | 22               | —                | —                | —                | 4                | —                | 47               | —                | —                | —                | —                | 37               | —                | Kylie               |
| 1988.                  | "Turn It into Love"                                         | —                | —                | —                | —                | —                | —                | 1                | —                | —                | —                | —                | —                | —                | —                | —                | Kylie               |
| 1989.                  | "Hand on Your Heart"                                        | 4                | —                | —                | 8                | 17               | 1                | 2                | 19               | 15               | 10               | 17               | 6                | 1                | —                | —                | Enjoy Yourself      |
| 1989.                  | "Wouldn't Change a Thing"                                   | 6                | —                | —                | 19               | 24               | —                | —                | —                | 21               | —                | —                | 27               | 2                | —                | —                | Enjoy Yourself      |
| 1989.                  | "Never Too Late"                                            | 14               | —                | —                | 26               | 45               | 1                | —                | 29               | 27               | —                | —                | 23               | 4                | —                | —                | Enjoy Yourself      |
| 1990.                  | "Tears on My Pillow"                                        | 20               | —                | 35               | —                | 31               | 2                | —                | 19               | 33               | —                | —                | —                | 1                | —                | —                | Enjoy Yourself      |
| 1990.                  | "Better the Devil You Know"                                 | 4                | 27               | —                | 13               | 24               | 4                | —                | 22               | 27               | —                | 13               | 21               | 2                | —                | —                | Rhythm of Love      |
| 1990.                  | "Step Back in Time"                                         | 5                | —                | —                | 23               | 36               | 4                | —                | 35               | 21               | —                | 19               | 29               | 4                | —                | —                | Rhythm of Love      |
| 1991.                  | "What Do I Have to Do?"                                     | 11               | —                | —                | 50               | 48               | 7                | —                | —                | —                | —                | —                | —                | 6                | —                | —                | Rhythm of Love      |
| 1991.                  | "Shocked"                                                   | 7                | —                | —                | —                | —                | 2                | —                | —                | —                | —                | —                | —                | 6                | —                | —                | Rhythm of Love      |
| 1991.                  | "Word Is Out"                                               | 10               | —                | —                | —                | —                | 8                | —                | —                | —                | —                | —                | —                | 16               | —                | —                | Let's Get to It     |
| 1991.                  | "If You Were with Me Now" (s Keithom Washingtonom)          | 23               | —                | —                | —                | 61               | 7                | —                | —                | —                | —                | —                | —                | 4                | —                | —                | Let's Get to It     |
| 1992.                  | "Give Me Just a Little More Time"                           | 24               | —                | —                | —                | 51               | 6                | —                | —                | —                | —                | —                | —                | 2                | —                | —                | Let's Get to It     |
| 1992.                  | "Finer Feelings"                                            | 60               | —                | —                | —                | —                | 16               | —                | —                | —                | —                | —                | —                | 11               | —                | —                | Let's Get to It     |
| 1992.                  | "What Kind of Fool (Heard All That Before)"                 | 17               | —                | —                | —                | 81               | 12               | —                | —                | —                | —                | —                | —                | 14               | —                | —                | Greatest Hits       |
| 1992.                  | "Celebration"                                               | 21               | —                | —                | —                | —                | 11               | —                | —                | —                | —                | —                | —                | 20               | —                | —                | Greatest Hits       |
| 1994.                  | "Confide in Me"                                             | 1                | —                | —                | 10               | 50               | 12               | 5                | 38               | 12               | —                | 30               | 20               | 2                | —                | 39               | Kylie Minogue       |
| 1994.                  | "Put Yourself in My Place"                                  | 11               | —                | —                | —                | 87               | —                | —                | —                | —                | —                | —                | —                | 11               | —                | —                | Kylie Minogue       |
| 1995.                  | "Where Is the Feeling?"                                     | 31               | —                | —                | —                | —                | —                | —                | —                | —                | —                | —                | —                | 16               | —                | —                | Kylie Minogue       |
| 1997.                  | "Some Kind of Bliss"                                        | 27               | —                | —                | —                | —                | —                | —                | —                | 46               | —                | —                | —                | 22               | —                | —                | Impossible Princess |
| 1997.                  | "Did It Again"                                              | 15               | —                | —                | —                | —                | —                | —                | —                | —                | —                | —                | —                | 14               | —                | —                | Impossible Princess |
| 1998.                  | "Breathe"                                                   | 23               | —                | —                | —                | —                | —                | —                | —                | —                | —                | —                | —                | 14               | —                | —                | Impossible Princess |
| 1998.                  | "Cowboy Style"                                              | 39               | —                | —                | —                | —                | —                | —                | —                | —                | —                | —                | —                | —                | —                | —                | Impossible Princess |
| 1999.                  | "Better the Devil You Know" (AUS ponovno objavljivanje)     | 59               | —                | —                | —                | —                | —                | —                | —                | —                | —                | —                | —                | —                | —                | —                | nije na albumu      |
| 2000.                  | "Spinning Around"                                           | 1                | —                | —                | 28               | 62               | 4                | —                | 31               | 2                | —                | 42               | 34               | 1                | —                | —                | Light Years         |
| 2000.                  | "On a Night Like This"                                      | 1                | —                | —                | 69               | 72               | 16               | —                | 64               | 35               | —                | 31               | 51               | 2                | —                | —                | Light Years         |
| 2000.                  | "Kids" (s Robbijem Williamsom)                              | 14               | —                | —                | —                | 47               | 9                | —                | 24               | 5                | —                | 31               | 35               | 2                | —                | —                | Light Years         |
| 2000.                  | "Please Stay"                                               | 15               | —                | —                | —                | —                | 34               | —                | 69               | —                | —                | 47               | —                | 10               | —                | —                | Light Years         |
| 2001.                  | "Your Disco Needs You"                                      | 20               | 70               | —                | —                | 31               | —                | —                | —                | —                | —                | —                | 27               | —                | —                | —                | Light Years         |
| 2001.                  | "Butterfly"                                                 | —                | —                | —                | —                | —                | —                | —                | —                | —                | —                | —                | —                | —                | —                | 14               | Light Years         |
| 2001.                  | "Can't Get You out of My Head"                              | 1                | 1                | 55               | 1                | 1                | 1                | 5                | 1                | 1                | 1                | 1                | 1                | 1                | 7                | 1                | Fever               |
| 2002.                  | "In Your Eyes"                                              | 1                | 22               | 11               | 24               | 18               | 6                | —                | 15               | 18               | —                | 20               | 8                | 3                | —                | —                | Fever               |
| 2002.                  | "Love at First Sight"                                       | 3                | 29               | 5                | 33               | 16               | 7                | —                | 22               | 9                | —                | 36               | 22               | 2                | 23               | 1                | Fever               |
| 2002.                  | "Come into My World"                                        | 4                | 59               | 15               | 78               | 47               | 11               | —                | 35               | 20               | —                | —                | 66               | 8                | 91               | 20               | Fever               |
| 2003.                  | "Slow"                                                      | 1                | 20               | 6                | 45               | 8                | 5                | 26               | 13               | 9                | 4                | 16               | 18               | 1                | 91               | 1                | Body Language       |
| 2004.                  | "Red Blooded Woman"                                         | 4                | 23               | —                | 33               | 16               | 9                | —                | 21               | 19               | —                | 28               | 15               | 5                | —                | 24               | Body Language       |
| 2004.                  | "Chocolate"                                                 | 14               | 58               | 19               | 69               | 43               | 26               | —                | 45               | —                | —                | —                | 53               | 6                | —                | —                | Body Language       |
| 2004.                  | "I Believe in You"                                          | 6                | 4                | —                | 35               | 12               | 9                | 8                | 14               | 29               | 13               | 16               | 6                | 2                | —                | 3                | Ultimate Kylie      |
| 2005.                  | "Giving You Up"[B]                                          | 8                | 45               | —                | —                | 27               | 20               | —                | 23               | —                | —                | —                | 40               | 6                | —                | —                | Ultimate Kylie      |
| 2007.                  | "2 Hearts"                                                  | 1                | 14               | 60               | 15               | 13               | 12               | 3                | 29               | 34               | 6                | 3                | 10               | 4                | —                | —                | X                   |
| 2008.                  | "Wow"                                                       | 11               | 73               | —                | 15               | 41               | 10               | 15               | 36               | —                | —                | 32               | 51               | 5                | —                | 19               | X                   |
| 2008.                  | "In My Arms"                                                | 35               | 16               | —                | 10               | 8                | 15               | —                | 33               | —                | —                | 15               | 10               | 10               | —                | —                | X                   |
| 2008.                  | "All I See"[C]                                              | —                | —                | 81               | —                | —                | —                | —                | —                | —                | —                | —                | —                | —                | —                | 3                | X                   |
| 2008.                  | "The One"[C]                                                | —                | —                | —                | —                | —                | —                | —                | —                | —                | —                | —                | —                | 36               | —                | —                | X                   |
| 2010.                  | "All the Lovers"                                            | 13               | 5                | 8                | 72               | 3                | 10               | 6                | 61               | —                | —                | 33               | 6                | 3                | 102              | 1                | Aphrodite           |
| 2010.                  | "Get Outta My Way"                                          | 69               | 61               | 5                | —                | 29               | 41               | 33               | 29               | —                | —                | —                | 23               | 12               | —                | 1                | Aphrodite           |
| 2010.                  | "Better Than Today"                                         | —                | —                | —                | —                | 63               | —                | —                | —                | —                | —                | —                | —                | 32               | —                | 21               | Aphrodite           |
| Kao pomoćni izvođač    |                                                             |                  |                  |                  |                  |                  |                  |                  |                  |                  |                  |                  |                  |                  |                  |                  |                     |
| 1988.                  | "Especially for You" (s Jason Donovan)                      | 2                | 3                | —                | 3                | 10               | 1                | —                | 6                | 2                | 10               | 12               | 2                | 1                | —                | —                | Ten Good Reasons    |
| 1989.                  | "Do They Know It's Christmas?" (kao dio Band Aid II)        | 30               | —                | —                | —                | —                | 1                | —                | —                | —                | —                | 15               | 24               | 1                | —                | —                | nije na albumu      |
| 1991.                  | "Keep on Pumpin' It" (s Visionmasters and Tony King)        | —                | —                | —                | —                | —                | —                | —                | —                | —                | —                | —                | —                | 49               | —                | —                | nije na albumu      |
| 1995.                  | "Where the Wild Roses Grow" (s Nick Cave and the Bad Seeds) | 2                | 4                | —                | 37               | 12               | 6                | —                | 9                | 11               | 3                | 3                | 11               | 11               | —                | —                | Murder Ballads      |
| 1998.                  | "GBI: German Bold Italic" (s Towa Tei)                      | 50               | —                | —                | —                | —                | —                | 20               | —                | —                | —                | —                | —                | 63               | —                | —                | Sound Museum        |
| 2005.                  | "Sometime Samurai" (s Towa Tei)                             | —                | —                | —                | —                | —                | —                | 6                | —                | —                | —                | —                | —                | —                | —                | —                | Flash               |
|                        |                                                             | AUS              | AT               | KAN              | FRA              | GER              | IRS              | JPN              | NIZ              | NZ               | NOR              | ŠVE              | ŠVI              | UK               | SAD              | SAD Dance        |                     |
| Hitovi na prvom mjestu | Hitovi na prvom mjestu                                      | 10               | 1                | 1                | 1                | 2                | 7                | 3                | 1                | 2                | 1                | 1                | 2                | 8                | 0                | 3                |                     |
| Hitovi među prvih 10   | Hitovi među prvih 10                                        | 23               | 6                | 3                | 8                | 7                | 26               | 9                | 6                | 11               | 10               | 6                | 10               | 33               | 2                | 6                |                     |

Bilješke
- B ^ Ovaj singl je zauzeo poziciju kao double-side "Made of Glass" samo u Australiji.
- C ^ Ovaj singl je dostupan samo u digitalnoj verziji.

### Certifikacije
| Godina | Pjesma                         | Certifikacije |
| ------ | ------------------------------ | --- |
| 1987.  | "The Loco-Motion"              | - 3× platinasta: Australija |
| 1987.  | "I Should Be So Lucky"         | - platinasta: Australija - zlatna: Francuska, Njemačka, UK                                                                               |
| 1988.  | "Got to Be Certain"            | - platinasta: Australija - zlatna: Francuska - srebrna: UK                                                                               |
| 1988.  | "The Loco-Motion"              | - zlatna: Francuska, UK, SAD |
| 1988.  | "Je Ne Sais Pas Pourquoi"      | - srebrna: UK |
| 1988.  | "Especially for You"           | - platinasta: Australija - zlatna: Francuska, UK                                                                                         |
| 1989.  | "Hand on Your Heart"           | - zlatna: Australija, UK |
| 1989.  | "Wouldn't Change a Thing"      | - zlatna: Australija |
| 1989.  | "Never Too Late"               | - srebrna: UK |
| 1989.  | "Tears on My Pillow"           | - srebrna: UK |
| 1989.  | "Do They Know It's Christmas?" | - platinasta: UK |
| 1990.  | "Better the Devil You Know"    | - zlatna: Australija - srebrna: UK |
| 1990.  | "Step Back in Time"            | - zlatna: Australija |
| 1994.  | "Confide in Me"                | - platinasta: Australija - srebrna: UK                                                                                                   |
| 1995.  | "Where the Wild Roses Grow"    | - zlatna: Australija, Njemačka |
| 1997.  | "Did It Again"                 | - zlatna: Australija |
| 2000.  | "Spinning Around"              | - platinasta: Australija - srebrna: UK                                                                                                   |
| 2000.  | "On a Night Like This"         | - platinasta: Australija |
| 2000.  | "Kids"                         | - zlatna: Australija - srebrna: UK |
| 2000.  | "Please Stay"                  | - zlatna: Australija |
| 2001.  | "Can't Get You out of My Head" | - dijamantna: Francuska - 3× platinasta: Australija - platinasta: Austrija, Njemačka, Norveška, Švicarska, UK - zlatna: Novi Zeland, SAD |
| 2002.  | "In Your Eyes"                 | - zlatna: Australija - srebrna: UK |
| 2002.  | "Love at First Sight"          | - zlatna: Australija |
| 2002.  | "Come into My World"           | - zlatna: Australija |
| 2003.  | "Slow"                         | - platinasta: Australija |
| 2004.  | "I Believe in You"             | - zlatna: Australija |
| 2007.  | "2 Hearts"                     | - zlatna: Australija |
| 2010.  | "All the Lovers                | - zlatna: Australija - srebrna: Ujedinjeno Kraljevstvo                                                                                   |

## Gostujuća pojavljivanja
Sljedeće pjesme nisu ni na jednom studijskom albumu Kylie Minogue.

### Suradnje
| Godina | Pjesma                            | Izvođač                                                                     | Album                                                                            |
| ------ | --------------------------------- | --------------------------------------------------------------------------- | -------------------------------------------------------------------------------- |
| 1988.  | "Especially for You"              | Jason Donovan                                                               | Ten Good Reasons                                                                 |
| 1988.  | "All I Wanna Do Is Make You Mine" | Jason Donovan                                                               | The Best of Jason Donovan (originally a b-side to "Especially for You")          |
| 1995.  | "Where the Wild Roses Grow"       | Nick Cave and the Bad Seeds                                                 | Murder Ballads                                                                   |
| 1995.  | "Death Is Not the End"            | Nick Cave and the Bad Seeds također s PJ Harvey, Anita Lane, Shane MacGowan | Murder Ballads                                                                   |
| 1997.  | "So In Love With Yourself"[G]     | Dannii Minogue                                                              | Girl                                                                             |
| 1998.  | "The Reflex"                      | Ben Lee                                                                     | The Songs of Duran Duran: Undone                                                 |
| 1998.  | "GBI: German Bold Italic"         | Towa Tei                                                                    | Sound Museum                                                                     |
| 1999.  | "In Denial"                       | Pet Shop Boys                                                               | NIghtlife                                                                        |
| 2000.  | "Kids"[H]                         | Robbie Williams                                                             | Sing When You're Winning                                                         |
| 2001.  | "Bury Me Deep in Love"            | Jimmy Little                                                                | Corroboration: A Journey Through the Musical Landscape of 21st Century Australia |
| 2001.  | "G House Project"                 | Gerling                                                                     | When Young Terrorists Chase the Sun                                              |
| 2005.  | "Sometime Samurai"                | Towa Tei                                                                    | Flash                                                                            |
| 2007.  | "I Talk Too Much"                 | Just Jack                                                                   | Overtones (US edition)                                                           |
| 2007.  | "Love Is the Drug"                | —                                                                           | Radio 1 Established 1967                                                         |
| 2008.  | "Lhuna"[I]                        | Coldplay                                                                    | —                                                                                |
| 2009.  | "Monkey Man"                      | The Wiggles                                                                 | Go Bananas                                                                       |
| 2009.  | "Sensitized"[J]                   | Christophe Willem                                                           | Caféine                                                                          |
| 2009.  | "Chiggy Wiggy"                    | Sonu Nigam, Suzanne D'Mello                                                 | Blue OST                                                                         |

### Ostala pojavljivanja
| Godina | Pjesma                      | Album                           |
| ------ | --------------------------- | ------------------------------- |
| 2000.  | "The Real Thing"            | Sample People OST               |
| 2000.  | "Stay this Way"             | Better Than Sex OST             |
| 2002.  | "Whenever You Feel Like It" | Scooby Doo OST                  |
| 2004.  | "Paper Dolls"               | Secret Life of Us: Series 3 OST |
| 2005.  | "The Magic Roundabout"      | The Magic Roundabout OST        |
| 2007.  | "Love Is the Drug"          | Radio 1 Established 1967        |

Bilješke
- G ^ Minogue pjeva pozadinske vokale.
- H ^ Ova inačica se neznatno razlikuje od inačice s albuma  Light Years; one, featuring a rap performed by Williams towards the end.
- I ^ Objavljeno u download formatu za pomoć World AIDS Day 2008. godine.
- J ^ Originalno pjesma s albuma  X. Ova inačica pretvara pjesmu u duet.

## B-strane
| Godina | B-strana                                              | A-strana                                    |
| ------ | ----------------------------------------------------- | ------------------------------------------- |
| 1987.  | "Glad to Be Alive" Australija                         | "Locomotion"                                |
| 1987.  | "I'll Still Be Loving You" Sjeverna Amerika, UK       | "Locomotion"                                |
| 1987.  | "Getting Closer" Francuska                            | "I Should Be So Lucky"                      |
| 1987.  | "Made in Heaven" [a]                                  | "Je Ne Sais Pas Pourquoi"                   |
| 1987.  | "All I Wanna Do is Make You Mine" s Jasonom Donovanom | "Especially For You" s Jasonom Donovanom    |
| 1988.  | "Made in Heaven" [a]                                  | "It's No Secret"                            |
| 1988.  | "Look My Way" Japan                                   | "It's No Secret"                            |
| 1988.  | "Made in Heaven" [a]                                  | "Turn It Into Love"                         |
| 1989.  | "Just Wanna Love You"                                 | "Hand On Your Heart"                        |
| 1989.  | "Kylie's Smiley mix"                                  | "Never Too Late"                            |
| 1990.  | "We Know the Meaning of Love"                         | "Tears On My Pillow"                        |
| 1990.  | "I'm Over Dreaming (Over You)" (Remix)                | "Better The Devil You Know"                 |
| 1991.  | "Say the Word - I'll Be There"                        | "Word Is Out"                               |
| 1992.  | "Do You Dare"                                         | "Give Me Just A Little More Time"           |
| 1992.  | "Closer"                                              | "Finer Feelings"                            |
| 1992.  | "Things Can Only Get Better" (Remix)                  | "What Kind Of Fool (Heard All That Before)" |
| 1992.  | "Too Much Of A Good Thing" Australija                 | "Celebration"                               |
| 1992.  | "Let's Get To It" UK                                  | "Celebration"                               |
| 1994.  | "Nothing Can Stop Us"                                 | "Confide In Me"                             |
| 1994.  | "If You Don't Love Me"                                | "Confide In Me"                             |
| 1994.  | "Where Has The Love Gone?" (Remix)                    | "Confide In Me"                             |
| 1997.  | "Limbo"                                               | "Some Kind Of Bliss"                        |
| 1997.  | "Love Takes Over Me" [b]                              | "Some Kind Of Bliss"                        |
| 1997.  | "Tears"                                               | "Did It Again"                              |
| 1998.  | "Love Takes Over Me" [b]                              | "Cowboy Style"                              |
| 2000.  | "Cover Me With Kisses"                                | "Spinning Around"                           |
| 2000.  | "Paper Dolls"                                         | "Spinning Around"                           |
| 2000.  | "Ocean Blue"                                          | "On A Night Like This"                      |
| 2000.  | "Santa Baby" [c]                                      | "Please Stay"                               |
| 2000.  | "Good Life"                                           | "Please Stay"                               |
| 2001.  | "Password"                                            | "Your Disco Needs You"                      |
| 2001.  | "Light Years" SAD                                     | "Butterfly"                                 |
| 2001.  | "Boy"                                                 | "Can't Get You Out Of My Head"              |
| 2001.  | "Rendezvous at Sunset"                                | "Can't Get You Out Of My Head"              |
| 2002.  | "Tightrope" (Single version)                          | "In Your Eyes"                              |
| 2002.  | "Good Like That"                                      | "In Your Eyes"                              |
| 2002.  | "Harmony" Australija                                  | "In Your Eyes"                              |
| 2002.  | "Never Spoken" Australija                             | "In Your Eyes"                              |
| 2002.  | "Can't Get Blue Monday Out Of My Head"                | "Love At First Sight"                       |
| 2002.  | "Baby"                                                | "Love At First Sight"                       |
| 2002.  | "Fever" (Uživo 2002.) UK                              | "Come into My World"                        |
| 2003.  | "Sweet Music" Australija                              | "Slow"                                      |
| 2003.  | "Soul on Fire"                                        | "Slow"                                      |
| 2004.  | "Almost a Lover"                                      | "Red Blooded Woman"                         |
| 2004.  | "Cruise Control" (Singl inačica)                      | "Red Blooded Woman"                         |
| 2004.  | "City Games"                                          | "Chocolate"                                 |
| 2004.  | "B.P.M"                                               | "I Believe In You"                          |
| 2005.  | "Made of Glass"                                       | "Giving You Up"                             |
| 2005.  | "Santa Baby" [d]                                      | "Over The Rainbow"                          |
| 2007.  | "I Don't Know What It Is"                             | "2 Hearts"                                  |
| 2007.  | "King or Queen"                                       | "2 Hearts"                                  |
| 2008.  | "Cherry Bomb"                                         | "Wow" i "In My Arms" [e]                    |
| 2008.  | "Do It Again"                                         | "Wow" i "In My Arms" [e]                    |
| 2008.  | "Carried Away"                                        | "Wow" i "In My Arms" [e]                    |

Bilješke
- - a ^ "Made in Heaven" je B-strana od 3 singla "Je Ne Sais Pas Pourquoi", "It's No Secret" i "Turn It Into Love".
  - b ^ "Love Takes Over Me" je B-strana od 2 singla "Some Kind Of Bliss" i "Cowboy Style".
  - c ^ "Santa Baby" je B-strana od 2 singla "Please Stay" i "Over The Rainbow".
  - d ^ "Wow" i "In My Arms" su objavljene u isto vrijeme u različitim državama. Ovo je rezultiralo s tim da oba singla imaju iste B-strane ; "Cherry Bomb", "Do It Again" i "Carried Away".

## Soundtrackovi
| Godina | Pjesma                                       | Soundtrack                             |
| ------ | -------------------------------------------- | -------------------------------------- |
| 1988 . | "The Loco-Motion"                            | Arthur 2: On the Rocks                 |
| 1989 . | "Tears on My Pillow"                         | The Delinquents                        |
| 1991 . | "Better the Devil You Know"                  | If Looks Could Kill (a.k.a Teen Agent) |
| 2000.  | "The Real Thing"                             | Sample People                          |
| 2000.  | "Stay This Way"                              | Better Than Sex                        |
| 2002.  | "Whenever You Feel Like It"                  | Scooby Doo: The Movie                  |
| 2004.  | "Paper Dolls"                                | Secret Life of Us: Volume 3            |
| 2004.  | "Slow" (Chemical Brothers mix)               | Queer Eye za Straight Guy              |
| 2004.  | "Can't Get Blue Monday out of My Head"       | Layer Cake                             |
| 2004.  | "Can't Get You out of My Head"               | Bridget Jones: The Edge of Reason      |
| 2005.  | "The Magic Roundabout"                       | The Magic Roundabout (a.k.a Doogal)    |
| 2008.  | "The Winner Takes It All" (s Dannii Minogue) | Beautiful People                       |

## Videografija

### Spotovi
| Godina                    | Singl                                                       | Album                                    | Redatelj(i)              |
| ------------------------- | ----------------------------------------------------------- | ---------------------------------------- | ------------------------ |
| 1987.                     | "Locomotion"                                                | Nije na albumu                           | Chris Langham            |
| 1987.                     | "I Should Be So Lucky"                                      | Kylie                                    | Chris Langham            |
| 1987.                     | "I Should Be So Lucky" (alternativni spot)                  | Kylie                                    | Chris Langham            |
| 1988.                     | "Got to Be Certain"                                         | Kylie                                    | Chris Langham            |
| 1988.                     | "Got to Be Certain" (alternativni spot)                     | Kylie                                    | Chris Langham            |
| 1988.                     | "The Loco-Motion" (alternativni spot)                       | Kylie                                    | Chris Langham            |
| 1988.                     | "Je Ne Sais Pas Pourquoi"                                   | Kylie                                    | Chris Langham            |
| 1988.                     | "Made in Heaven"                                            | Nije na albumu                           | Chris Langham            |
| 1988.                     | "Especially for You" (s Jasonom Donovanom)                  | Ten Good Reasons (album Jasona Donovana) | Chris Langham            |
| 1988.                     | "It's No Secret"                                            | Kylie                                    | Chris Langham            |
| 1989.                     | "Hand on Your Heart"                                        | Enjoy Yourself                           | Chris Langham            |
| 1989.                     | "Wouldn't Change a Thing"                                   | Enjoy Yourself                           | Pete Cornish             |
| 1989.                     | "Never Too Late"                                            | Enjoy Yourself                           | Pete Cornish             |
| 1989.                     | "Tears on My Pillow"                                        | Enjoy Yourself                           | Pete Cornish             |
| 1990.                     | "Better the Devil You Know"                                 | Rhythm of Love                           | Paul Goldman             |
| 1990.                     | "Step Back in Time"                                         | Rhythm of Love                           | Nick Egan                |
| 1991.                     | "What Do I Have to Do?"                                     | Rhythm of Love                           | Dave Hogan               |
| 1991.                     | "Shocked"                                                   | Rhythm of Love                           | Dave Hogan               |
| 1991.                     | "Word is Out"                                               | Let's Get to It                          | James LeBon              |
| 1991.                     | "If You Were with Me Now" (s Keithom Washingotonom)         | Let's Get to It                          | Greg Masuak              |
| 1992.                     | "Give Me Just a Little More Time"                           | Let's Get to It                          | Greg Masuak              |
| 1992.                     | "Finer Feelings"                                            | Let's Get to It                          | Dave Hogan               |
| 1992.                     | "What Kind of Fool (Heard All That Before)"                 | Greatest Hits                            | Greg Masuak              |
| 1992.                     | "Celebration"                                               | Greatest Hits                            | Greg Masuak              |
| 1994.                     | "Confide in Me"                                             | Kylie Minogue                            | Paul Boyd                |
| 1994.                     | "Put Yourself in My Place"                                  | Kylie Minogue                            | Keir McFarlane           |
| 1995.                     | "Where Is the Feeling?"                                     | Kylie Minogue                            | Keir McFarlane           |
| 1995.                     | "Where the Wild Roses Grow" (s Nick Cave and the Bad Seeds) | Murder Ballads                           | Rocky Schenck            |
| 1997.                     | "Some Kind of Bliss"                                        | Impossible Princess                      | David Mould              |
| 1997.                     | "Did It Again"                                              | Impossible Princess                      | Pedro Romhanyi           |
| 1997.                     | "Did It Again" (alternativni spot)                          | Impossible Princess                      | Pedro Romhanyi           |
| 1998.                     | "Breathe"                                                   | Impossible Princess                      | Kieran Evans             |
| 1998.                     | "Cowboy Style"                                              | Impossible Princess                      | Michael Williams         |
| 1998.                     | "GBI: German Bold Italic" (s Towa Tei)                      | Sound Museum                             | Stéphane Sednaoui        |
| 2000.                     | "Spinning Around"                                           | Light Years                              | Dawn Shadforth           |
| 2000.                     | "On a Night like This"                                      | Light Years                              | Douglas Avery            |
| 2000.                     | "Kids" (s Robbiejem Williamsom)                             | Light Years                              | Simon Hilton             |
| 2000.                     | "Please Stay"                                               | Light Years                              | James Frost i Alex Smith |
| 2001.                     | "Your Disco Needs You"                                      | Light Years                              | Todd Cole                |
| 2001.                     | "Can't Get You out of My Head"                              | Fever                                    | Dawn Shadforth           |
| 2002.                     | "In Your Eyes"                                              | Fever                                    | Dawn Shadforth           |
| 2002.                     | "Love at First Sight"                                       | Fever                                    | Johan Renck              |
| 2002.                     | "Come into My World"                                        | Fever                                    | Michel Gondry            |
| 2003.                     | "Slow"                                                      | Body Language                            | Baillie Walsh            |
| 2004.                     | "Red Blooded Woman"                                         | Body Language                            | Jake Nava                |
| 2004.                     | "Chocolate"                                                 | Body Language                            | Dawn Shadforth           |
| 2004.                     | "I Believe in You"                                          | Ultimate Kylie                           | Vernie Veung             |
| 2005.                     | "Giving You Up"                                             | Ultimate Kylie                           | Alex and Martin          |
| 2007.                     | "2 Hearts"                                                  | X                                        | Dawn Shadforth           |
| 2008.                     | "Wow"                                                       | X                                        | Melina Matsoukas         |
| 2008.                     | "In My Arms"                                                | X                                        | Melina Matsoukas         |
| 2008.                     | "All I See"                                                 | X                                        | William Baker            |
| 2008.                     | "The One"                                                   | X                                        | Ben Ib                   |
| 2009.                     | "Speakerphone"                                              | X                                        | Rudolf Pap               |
| 2010.                     | "All the Lovers"                                            | Aphrodite                                | Joseph Kahn              |
| "Get Outta My Way"        | AlexandLiane                                                | Aphrodite                                |                          |
| "Better Than Today"       | William Baker and Kylie Minogue                             | Aphrodite                                |                          |
| "Higher" (with Taio Cruz) | The Rokstarr Collection                                     | Alex Herron                              |                          |
| "Santa Baby"              | A Kylie Christmas                                           | Alasdair McLellan                        |                          |

### VHS izdanja
| Godina | Opis |
| ------ | --- |
| 1988.  | The Videos - Objavljeno: Studeni 1988. - Napomena: Sadrži spotove s Minogueinog debitantskog albuma, Kylie. |
| 1989.  | The Kylie Collection - Objavljeno: veljača 1989. - Napomena: Objavljeno samo u Australiji, sadrži videspotove s Minogueinog debitantskog albuma, Kylie.                                                                                |
| 1989.  | The Videos 2 - Objavljeno: studeni 1989. - Napomena: Videspotovi s Minogueinog drugog albuma, Enjoy Yourself. |
| 1990.  | Kylie...On the Go - Live in Japan - Objavljeno: 1990. - Napomena: Video Collection International, sadrži scene s Disco in Dream/The Hitman Roadshow turneje i dokumentarni film o događajima iza scene.                                |
| 1991.  | Let's Get To...The Videos - Objavljeno: studeni 1991. - Napomena: Sadrži sve spotove s Minogueinog 3. albuma, Rhythm of Love i 2 spota s njenog 4. albuma, Let's Get to It.                                                            |
| 1992.  | Kylie Live! (također naslovljeno Live in Dublin) - Objavljeno: travanj 1992. - Napomena: Minoguein nastup u Dublinu, Irska, tijekom njene turneje Let's Get to It Tour 1991. godine. Izdanje također sadrži snimke događaja iza scene. |
| 1992   | Greatest Video Hits - Objavljeno: kolovoz 1992. - Napomena: Sadrži spotove pjesama s Minogueine prvog kompilacijskog albuma Greatest Hits. Australsko izdanje također sadrži dodatni spot za pjesmu "Celebration".                     |
| 1998.  | The Kylie Tapes 94-98 - Objavljeno: 1998. - Napomena: Objavljeno samo u Australiji, sadrži spotove s Minogueinih albuma izdavačke kuće Deconstruction Records , Kylie Minogue (1994.) i Impossible Princess (1998.).                   |

### DVD izdanja
| Godina | Opis |
| ------ | --- |
| 2001.  | Live in Sydney - Objavljeno: 10. siječnja 2001. - Posebni sadržaji: 30-minutni dokumentarni film o događajima iza scene - Napomena: Minoguein nastup u Sydneyu tijekom njene turneje On a Night like This iz 2001. godine. - Certifikacije: 3x platinasta (Australija) |
| 2002.  | Intimate and Live - Objavljeno: 23. srpnja 2002. - Napomena: Minoguein nastup u Australiji tijekom njene turneje Intimate and Live iz 1998. godine. Originalno je objavljeno kao VHS u Australiji. |
| 2002.  | KylieFever2002: Live in Manchester - Objavljeno: 18. studenog 2002. - Posebni sadržaji: Dokumentarni film, galerija fotografija, virtualni program turneje i 4 projekcije sa showa: "Cowboy Style", "Light Years"/"I Feel Love", "I Should Be So Lucky" i "Burning Up". - Limitirano izdanje: Sadrži deluxe pakovanje i bonus CD uživo - Napomena: Minoguein nastup u Manchesteru tijekom njene turneje KylieFever iz 2002. godine. Koncert je također objavljen na VHS u nekim regijama. - Top ljestvice: Broj 1 u Australiji, broj 2 u Ujedinjenom Kraljevstvu i broj 16 u SADu. |
| 2002.  | Greatest Hits 87-92 - Objavljeno: 18. studenog 2002. - Posebni sadržaji: Galerija fotografija, alternatvni spotovi - Napomena: Objavljeno samo u Ujedinjenom Kraljevstvu, sadrži spotove objavljene na BMG kompilacijskom albumu najboljih hitova Greatest Hits. - Samo na DVD-u su alternativni spotovi mnogih Minogueinih pjesama. Mnoge scene iza pozornice preuzete su s australskog VHS izdanja "The Kylie Collection” iz 1988. godine i izdanja "The Videos 2" iz 1989. godine. - Top ljestvice: Broj 9 u Ujedinjenom Kraljevstvu                                            |
| 2003.  | Greatest Hits 1987-1997 - Objavljeno: 19. studenog 2003. - Napomena: Sadrži spotove pjesama objavljenih na BMG kompilaciji najvećih hitova Greatest Hits 1987-1997. |
| 2003.  | Greatest Hits 1987-1999 - Objavljeno: 24. studenog 2003. - Napomena: Objavljeno samo u Australiji, sadrži spotove pjesama objavljenih na BMG kompilaciji najvećih hitova Greatest Hits 1987-1999. - Samo DVD sadrži sve spotove od 1987. – 1998. - Certifikacije: 2x platinasta (Australija) |
| 2004.  | Body Language Live - Objavljeno: 12. srpnja 2004. - Posebni sadržaji: Vizualni efekti iz raznih kutova za "Slow" and "Chocolate", dokumentarni film o događajima iza pozornice i DVD-ROM s galerijom, wallpaperima i screensaverima. - Napomena: Minoguein nastup u Londonu tijekom njenog posebnog koncerta, Money Can't Buy, iz 2003. godine. - Top ljestvice: Broj 3 u Ujedinjenom Kraljevstvu - Certifikacije: platinasta (Australija) |
| 2004.  | Kylie Minogue: Artist Collection - Objavljeno: 20. rujna 2004. - Napomena: Sadrži spotove pjesama objavljenih na BMG kompilaciji Kylie Minogue: Artist Collection. - Samo DVD sadrži cijeli spot za "Where is The Feeling?". |
| 2004.  | Ultimate Kylie - Objavljeno: 22. studenog 2004- - Posebni sadržaji: Pjevanje uz tekst pjesme i izvedba "Can't Get You out of My Head" s dodjele nagrada BRIT Awards. - Napomena: Sadrži spotove pjesama s Minogueine kompilacijskog albuma najvećih hitova Ultimate Kylie. - Certifikacije: 3x platinasta (Australija) |
| 2005.  | Kylie Showgirl - Objavljeno: 28. studenog 2005. - Posebni sadržaji: Dokumentarni film o događajima iza pozornice, showgirl svjetlosni efekti i DVD-ROM. - Napomena: Minoguein nastup uživo u Londonu tijekom njene turneje Showgirl: The Greatest Hits Tour 2005. godine. - Top ljestvice: Broj 1 u Australiji, broj 2 u Ujedinjenom Kraljevstvu. - Certifikacije: Australija: 4x platinasta - BPI: platinasta |
| 2007.  | White Diamond / Showgirl: Homecoming DVD - Objavljeno: 10 prosinca 2007. - Posebni sadržaji: Sadrži dokumentarni film o događajima iza pozornice i koncert uživo. - Napomena: Minoguein nastup u gradu Melbourne u Australiji tijekom njene turneje Showgirl - Homecoming Tour 2007. godine. - Top ljestvice: TBA - Certifikacije: TBA |
| 2008.  | Kylie Live: X2008 - Objavljeno: 1. prosinca 2008. - Posebni sadržaji: Dokumentarni film o događajima iza pozornice, svjetlosni efekti, projekcije i galerija fotografija. - Napomena: Minoguein nastup u Londonu tijekom njene svjetske turneje KylieX2008 iz 2008. godine. - Top ljestvice: TBA - Certifikacije: TBA |

### Blu-ray izdanja
| Godina | Opis |
| ------ | --- |
| 2008.  | Kylie Live: X2008 - Objavljeno: 2009. - Posebni sadržaji: dokumentarni film iza pozornice, oštrija slika, projekcija i galerija fotografija. - Napomena: Minoguein nastup uživo u Londonu, tijekom njene KylieX2008 svjetske turneje 2008. godine. - 1080p - DTS-HD Master Audio - Top ljestvice: TBA - Certifications: TBA |